# Against All Odds (1984)
Against All Odds is een Amerikaanse neo noir langspeelfilm van Taylor Hackford uit 1984. 
Deze thriller met Jeff Bridges, Rachel Ward en James Woods in de hoofdrollen is een remake van de film noir Out of the Past uit 1947. De toenmalige hoofdactrice Jane Greer speelt ook mee in de remake.
De themasong Against All Odds (Take a Look at Me Now) van Phil Collins werd genomineerd voor de Oscar voor beste originele nummer op de 57ste Oscaruitreiking. In de film speelt ook de muziek van Kid Creole and the Coconuts een prominente rol en worden ook nummers van Stevie Nicks, Peter Gabriel en Mike Rutherford gebruikt.

## Verhaal
Terry Brogan is een footballspeler op leeftijd die gekwetst raakt en in geldnood zit. Hij wordt gecontacteerd door een kennis, de schimmige nachtclubeigenaar Jake Wise die Brogan inhuurt om zijn vriendin Jessie Wyler terug te vinden. Wyler die de dochter is van de eigenaar van het footballteam waar Brogan speelt. Terry vindt Jessie terug op Cozumel maar Jessie houdt hem eerst op afstand omdat ze direct begrijpt dat of Jake of haar moeder Terry heeft ingehuurd om haar terug naar Los Angeles te brengen. Omdat Terry zijn vondst niet aan zijn opdrachtgever heeft doorgespeeld, laat Jessie hem toch in haar leven en ze beleven romantische weken op Cozumel. Wise huurt evenwel een tweede persoon in om Jessie te vinden, Hank Sully, die de twee snel terug vindt op de site van Chichén Itzá die ze net aan het bezoeken zijn. Brogan doodt Sully, Jessie en Brogan gaan uit elkaar, Jessie keert terug naar Jake en ook Terry Brogan keert terug naar Los Angeles.

## Rolverdeling
| Acteur          | Personage        |
| --------------- | ---------------- |
| Jeff Bridges    | Terry Brogan     |
| Rachel Ward     | Jessie Wyler     |
| James Woods     | Jake Wise        |
| Alex Karras     | Hank Sully       |
| Jane Greer      | Mrs. Grace Wyler |
| Richard Widmark | Ben Caxton       |
| Dorian Harewood | Tommy            |
| Swoosie Kurtz   | Edie             |
| Saul Rubinek    | Steve Kirsch     |
| Pat Corley      | Ed Phillips      |